# Bathymysis distincta
Bathymysis distincta är en kräftdjursart som beskrevs av Freddy Bravo och Murano 1996. Bathymysis distincta ingår i släktet Bathymysis och familjen Mysidae. Inga underarter finns listade i Catalogue of Life.